# Paa hazarensis
Paa hazarensis é uma espécie de anfíbio da família Ranidae.
Pode ser encontrada nos seguintes países: Índia, Paquistão, possivelmente Butão e Nepal.
Os seus habitats naturais são: regiões subtropicais ou tropicais húmidas de alta altitude, matagal tropical ou subtropical de alta altitude, rios e marismas de água doce.